# Покушение на Станислава Войцеховского
Покушение на Станислава Войцеховского (пол. Zamach na Stanisława Wojciechowskiego) — неудачное покушение на Президента Польши Станислава Войцеховского, совершенное 5 сентября 1924 года во Львове.

## История
В сентябре 1924 года во Львов впервые приехал президент Станислав Войцеховский, чтобы выступить на Восточной ярмарке. Нападение произошло на пересечении улиц Коперника и Легионов, когда в открытый вагон Войцеховского была брошена бомба, которая упала за ним, но не взорвалась, так что обошлось без жертв. В более позднем отчете о процессе материал упоминался как «петарда»
Виновником нападения был Теофил Ольшевский из Украинской военной организации, который скрылся и был остановлен только немцами, когда 3 октября попытался незаконно перейти государственную границу под Бытомом. В результате Ольшевский был приговорен за незаконное пересечение границы к двухнедельному тюремному заключению с отсрочкой на год, а затем получил статус политического беженца в Германии и разрешение поселиться в Мариенбурге (Мальборке), недалеко от польской границы.
Сразу после нападения Станислава Штайгера, студент юридического факультета еврейского происхождения, был опознан как преступник, и на него указала свидетельница происшествия Мария Пастернаковна. Его судили во время процесса 15 и 16 сентября 1924 года в областном суде во Львове, но последний передал дело в обычное производство с участием присяжных. Миколай Микиетин, Игнаций Ягер, инж. Игнаций Корнхабер, Ян Дворницкий, Макс Глейзерман). Защитником Штайгера был Натан Левенштейн. Во время одного из процессов в октябре 1925 года один из присяжных, Зигмунт Шулакевич, погиб. Суд возобновился в следующем году на основании информации о причастности Ольшевского к покушению. После суда 16 декабря 1925 года Штайгер был окончательно оправдан 17 декабря, а затем выпущен из следственного изолятора, в котором находился с момента покушения. Его защитником сначала был Михал Грек, затем Натан Левенштейн, а обвинителем был Альфред Ланевский. Защитительная речь Левенштейна на этом процессе появилась в печати (« О деле Штайгера» , Львов-Варшава, 1926).
Первоначально немцы умалчивали об аресте Ольшевского, и сообщили польской стороне об этом факте только после интерпелляции одного из социал-демократических членов прусского парламента. В то время немецкая пресса подхватила эту тему, сравнив суд над явно невиновным Штейгером с судом над Дрейфусом. В то время польская сторона попросила немцев передать файлы Ольшевского, что в конце концов было сделано, несмотря на умышленную задержку со стороны немцев. Документы оказались частично подвергнуты цензуре, против чего безуспешно протестовал МИД Польши.
Исходные материалы о нападении очень скудны, так как оно было сокрыто властями, чтобы скрыть проблемы с украинским меньшинством в восточных окраинах. Также в стране информация о нем не была широко доступна: большинство СМИ хранили о нем молчание, несмотря на дотошное описание визита президента во Львов в тот день, например, варшавский « Тыгодник». "Илюстрованы " опубликовали репортаж о визите Войцеховского во Львов без информации о покушении, а «Газета Львовска» лишь упомянула о попытке сорвать торжества.. Эта нить также была опущена в его книге адъютантом Войцеховского Хенриком Контом.